# Le Démon assis
Le Démon assis (en russe : Демон сидящий) (1890) est un tableau du peintre russe Mikhaïl Vroubel.

## Histoire de la composition du tableau
En 1891, Mikhaïl Vroubel réalise trente illustrations pour l'édition du recueil anniversaire de l'œuvre de Mikhaïl Lermontov par Piotr Kontchalovski. La plus grande partie de ces croquis ont pour sujet le poème de Lermontov intitulé Le Démon. L'esquisse du tableau, créée en 1890, est conservée à la Galerie Tretiakov. C'est dans la maison de Savva Mamontov à Moscou que
Vroubel a peint son tableau Le Démon assis. C'est l'une de ses toiles les plus célèbres.
L'œuvre est entrée au musée en 1917 en provenance de la collection Vladimir Hirschmann. Elle est répertoriée sous le numéro 5600 à l'inventaire.

## Sujet
Voici ce qu'écrit Vroubel à propos du tableau : « Le Démon, ce n'est pas seulement l'esprit du mal, mais aussi la souffrance et la tristesse, et de plus, la puissance et la majesté. »
Le Démon, c'est l'image de la force de l'esprit humain, de la lutte intérieure, du doute. Dans un geste tragique il se joint les mains, assis tristement, regardant au loin avec ses grands yeux, entouré de fleurs qu'il ne voit pas. Le fond du tableau est un paysage de montagne sous un soleil couchant écarlate. La composition souligne la capacité de résistance du Démon dont l'image est comme compressée entre le haut et le bas du tableau, comme pour résister. Le tableau est réalisé dans le style personnel de Vroubel avec ses effets de cristaux qui le font ressembler davantage à un vitrail. Le peintre obtenait ces effets en utilisant des coups de pinceaux plats avec un couteau à peindre.
Cette œuvre compte parmi les plus fortes du symbolisme russe. Le Démon n'est pas vraiment le diable, qui incarne le mal, mais plutôt un daimôn (en grec ancien δαιμων) de la mythologie grecque, c'est-à-dire l'âme qui incarne l'éternel combat de l'esprit humain qui aspire à l'apaisement des passions et qui ne trouve pas de réponses à ses doutes. Les toiles de Vroubel utilisent ses motifs mythologiques à la manière de l'Art nouveau et de compositions de couleurs en mosaïque comme Gustav Klimt. Elles ont un puissant caractère onirique voire surréaliste avant la lettre.
La technique du dessin de Vroubel est très fouillée. Avec ses unités colorées en mosaïque le personnage du Démon devient une excroissance du parterre pictural floral. Ce monde végétal est transformé en pur cristal, de cristaux dont Matiouchine dira qu'ils sont le lent rythme des pulsations de la vie non organique .
Les fleurs énormes de la partie droite du tableau sont ainsi cristallisées en dizaines de facettes. Elles paraissent minérales, comme le corps du démon. Les règnes végétaux et minéraux se confondent. Le démon semble dans le doute, déchiré entre le monde surnaturel et celui des hommes. Agité par ses contradictions il est sans cesse ramené à la matière. Il symbolise ainsi les luttes et les passions humaines.
Quant aux écrivains symbolistes ils considèrent le Démon comme la quintessence de l'activité artistique de Vroubel représentant le tragique de l'individu créateur et solitaire dans le monde contemporain . 

## AutresDémons
L'image du démon est un sujet fréquent dans l'œuvre de Vroubel. En 1899 il réalise Le Démon volant où il est représenté comme le puissant souverain du monde. En 1901—1902 il achève dans la douleur sa dernière toile avec Le Démon terrassé dans laquelle il se trouve lui-même, sinon au seuil de la mort, au seuil de la maladie qui l'emportera .
Le père de Vroubel décrit ainsi le démon dans une lettre à sa fille Anna datant de 1886 :

« ... Un esprit qui unit en soi l'aspect masculin et féminin, un esprit aussi méchant que triste et souffrant, tout en restant, malgré tout, puissant et grandiose . »

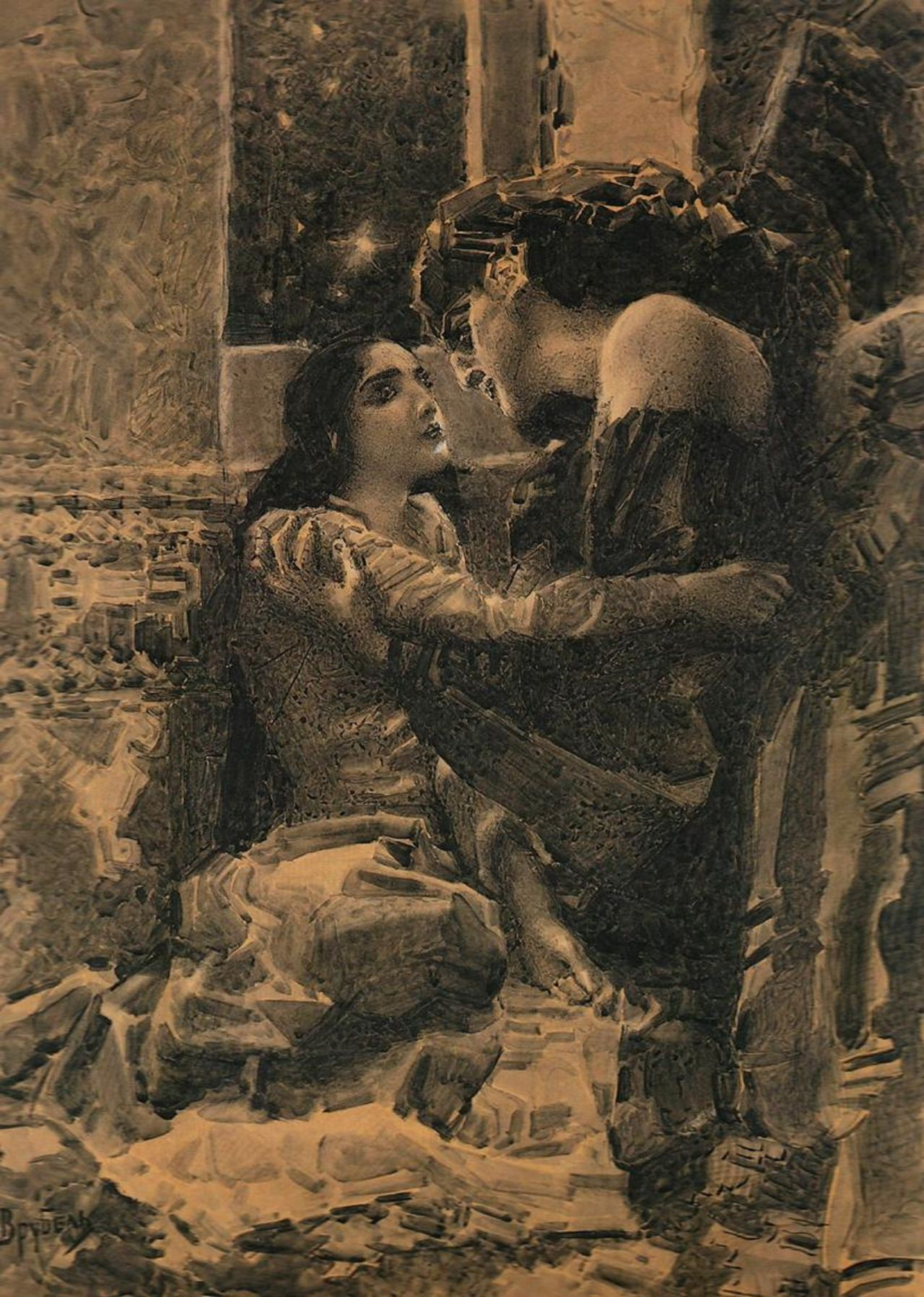
Le Démon et Tamara, illustration du poème de Mikhaïl Lermontov, 1890
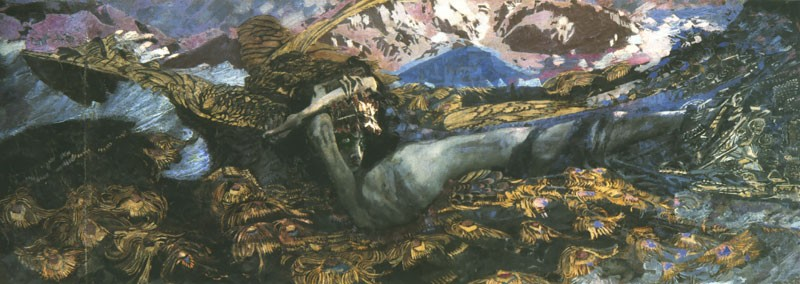
Le Démon terrassé, 1902